# Indian summer
|  | Indian Summer transporterer hertil. For C.V. Jørgensen-albummet, se Indian Summer (album) |
Indian summer ("indiansk sommer") er en betegnelse for en periode i efteråret med sommervarme, lav sol, klar himmel, næsten ingen vind, og med vegetation i gyldne farver.

## Definition
Der findes ingen entydig definition på indian summer, men der er flere faktorer, der som regel skal være til stede, før der er tale om indian summer:
- Bevoksningen bør i et større omfang være iklædt efterårsfarver.[3] Er der ikke efterårsfarver, vil de fleste vejrkendere kalde det sensommer i stedet.[3]
- Forholdsvis høje temperaturer, i Danmark omkring de 18-20 °C.[3] Selve fornemmelsen af lunt vejr er dog afgørende.[3]
- Det styrker også fornemmelsen af indian summer, at der er lavtstående sol, næsten vindstille og gerne lidt dis i luften.[3]

Indian summer bruges også i overført betydning, f.eks. om kulturelle fænomener,[kilde mangler] som betegnelse for en kortvarig (sidste) opblomstring, efterfulgt af en nedgangsperiode.[kilde mangler]
Begrebet 'indian summer' kan føres næsten 300 år tilbage, til da europæerne kom til det nordamerikanske kontinent. Klimaet på den østlige del af det amerikanske kontinent er dog anderledes end klimaet i Vesteuropa, så der er som sådan ikke tale om det samme fænomen rent meteorologisk.